# Ett hål i mitt hjärta
Ett hål i mitt hjärta är en svensk dramafilm från 2004 i regi av Lukas Moodysson. Filmen har amatörpornografisk film och längtan efter närhet som teman och Thorsten Flinck, Björn Almroth, Sanna Bråding och Goran Marjanovic som de fyra skådespelarna. Filmen hade världspremiär den 10 september 2004, vid Toronto International Film Festival. Sverigepremiären skedde 17 september 2004.

## Handling
Fyra personer befinner sig i en lägenhet. Tre av dem, Tess (Sanna Bråding), Richard (Thorsten Flinck) och Geko (Goran Marjanovic) är där för att spela in en amatörporrfilm. Den fjärde personen är Richards tonåriga son Erik (Björn Almroth), som håller sig på sitt rum och lyssnar på musik.
Regissören Lukas Moodysson har beskrivit historien som en film om "en far och en son och en flicka och en vän".

## Medverkande
| Thorsten Flinck  | – Richard |
| Björn Almroth    | – Erik    |
| Sanna Bråding    | – Tess    |
| Goran Marjanovic | – Geko    |

## Produktion
Filmen spelades in i Trollhättan under augusti 2003, på en och samma plats – Lextorpsvägen 23 (som ska föreställa en förortslägenhet). Producent var Lars Jönsson på Memfis Film, som var medveten om att Moodyssons film med sin tematik inte skulle komma att bli någon kassasuccé. Moodysson ville dock utforska vissa ämnen omkring mänskliga beteenden, och handlingen innehåller sexuellt våld, förödmjukelse och provokativa attacker. En del nakenscener presenteras dock symboliskt av Barbie- och Ken-dockor.
Historien är medvetet provokativ, i sin skildring av produktionen av en hårdpornografisk film. Manus skrevs av regissören, i samarbete med de fyra skådespelarna samt Malin Fornander, Jesper Kurlandsky och Karl Strandlind. De tre sistnämnda fungerade även som produktionsledning ihop med Moodysson; dessa fyra ansvarade för filmens foto och scenografi.
Filmen planerades som en anti-film mot pornografi, men den utvecklades senare till att bli del av det den velat angripa; detta har regissören själv medgett. Handlingen beskriver hur de medverkande nått fram till den situation i deras liv som filmen beskriver. På ett plan var målet med filmen att beskriva en miljö där människor förminskar sig själva, i syfte att passa in i ett sammanhang. Moodysson såg det som positivt om publiken mår illa av filmen, eftersom han med filmen ville väcka och locka fram känslor. Han höll med den svenska filmcensuren, som gav filmen 15-årsgräns, om att detta inte var en film som var lämplig för barn. Björn Almroth menade att syftet med filmen är att väcka tankar, Sanna Bråding att den bland annat visar att alla människor vill bli kramade och bekräftade.
Bråding rekryterades till rollen som Tess, efter att Moodysson sett henne i Tre kronor och tyckt att hon "sagt knäppa saker". Bråding gav mycket av sig själv i rollen och behövde efter inspelningen vara för sig själv i två veckor. Under inspelningen blev hon utsatt för en hel del spelade övergrepp, scener som enligt henne var värst för Flinck och Marjanovic – de som var tvungna att spela dominanta.

## Mottagande
Filmen fick blandade reaktioner bland både publik och kritiker. Vid sin världspremiär under 2004 års internationella filmfestival i Toronto lämnade en del åskådare visningen.

### Kritik
Den amerikanska branschtidningen Variety ansåg att filmen var "mörk, provokativ och upprörande". Man förklarade att filmen definitivt inte var något för alla, men att den ändå stärkte Moodyssons roll som en av de mest intressanta nutida nordiska filmregissörerna. Indiewire såg filmen som en både upprörande och djupt humanistisk film.
Svenska Dagbladets recensent ansåg att ”Ett hål i mitt hjärta befäster Moodyssons roll som den orädde nytänkaren, gränstänjaren och sanningssägaren inom europeisk film – som till fullo behärskar, och inte drar sig för att utnyttja, filmmediets konstnärliga och politiska möjligheter”.
Dagens Nyheters recensent såg likheter mellan Moodysson och filmare som David Cronenberg, Lars von Trier och Catherine Breillat.
Sämre kritik gav SVT Text filmen: ”Idén är vacker, praktiken svårsmält, oformlig och monoton. Som samtidskommentar väl oartikulerad, men tveklöst tankeväckande”.